# جون شابمان (لاعب دوري الرغبي)
جون شابمان (بالإنجليزية: John Chapman)‏ هو لاعب دوري الرغبي أسترالي، ولد في 1955 في Blayney, New South Wales ‏ في أستراليا.